# Gare de Bakhmout I
La gare de Bakhmout I (en ukrainien : Бахмут Перший) est l'une des quatre gares du Réseau ferré de Donestk située dans la ville éponyme en Ukraine.

## Situation ferroviaire
Elle se trouve sur la ligne Lyman-Mykitivka. Sa première ligne reliait Mykytivka-Debaltseve-Dovjanska-gare de Sverevo. Mais aussi Popasna-Gare de Kramatorsk.

## Histoire
Elle fut mise en service en 1878, elle est aussi connue comme gare d'Artemivsk I. La gare a été la gare principale de la ville et est actuellement une gare de fret. Créée par Savva Mamontov, elle fut vendue à l’État en 1890.

## Service des voyageurs

### Intermodalité
En 1907 elle est reliée à la ligne Mikolaïv - Kharkiv.